# Leptodeira frenata
Espèce
Synonymes
- Sibon frenatum Cope, 1886
- Sibon annulatum yucatanensis Cope, 1887
- Leptodeira yucatanensis (Cope, 1887)
- Leptodeira yucatanensis malleisi Dunn & Stuart, 1935

Statut de conservation UICN

 LC  : Préoccupation mineure
Leptodeira frenata  est une espèce de serpents de la famille des Dipsadidae.

## Répartition
Cette espèce se rencontre entre 150 et 450 m d'altitude :
- au Mexique dans les États de Veracruz, de Tabasco, du Chiapas et du Yucatan ;
- au Guatemala ;
- au Belize.

## Description
C'est un serpent ovipare.

## Sous-espèces
Selon The Reptile Database (3 septembre 2013) :
- Leptodeira frenata frenata (Cope, 1886)
- Leptodeira frenata malleisi Dunn & Stuart, 1935
- Leptodeira frenata yucatanensis (Cope, 1887)

## Publications originales
- Cope, 1886 in Ferrari-Perez, 1886 : Catalogue of animals collected by the geographical and exploring commission of the Republic of Mexico - Part III Reptiles and Amphibians. Proceedings of the United States National Museum, vol. 9, p. 182-199 (texte intégral).
- Cope, 1887 : Catalogue of batrachians and reptiles of Central America and Mexico. Bulletin of the United States National Museum, vol. 32, p. 1-98 (texte intégral).
- Dunn & Stuart, 1935 : A new race of Leptodeira from northern Central America. Occasional Papers of the Museum of Zoology, University of Michigan, no 313, p. 1-3 (texte intégral).